# Jean Cossa
Pour les articles homonymes, voir Cossa.

Armes de Jean de Cossa : D'argent, à trois bandes de sinople ; au chef de gueules chargé d'une cuisse et jambe humaines d'or ; l'écu entouré d'une bordure engrêlée de même

Jean Cossa ou Giovanni Cossa, né probablement le 29 mars 1400, et mort le 3 octobre 1476, est un baron d'origine napolitaine, lieutenant général de Provence et sénéchal du roi René d'Anjou et grand sénéchal de Provence.

## Biographie
En 1433, la reine Jeanne II lui confie la charge de garde conservateur  des forêts de la couronne de Naples. Le roi René, roi de Naples  et héritier de Jeanne II, se battit de 1438 à 1442, sans succès, contre Alphonse V d'Aragon pour faire valoir ses droits. En 1441, le roi René d'Anjou, roi de Naples et de Sicile, lui donne la  terre et  la baronnie de Grimaud  en  Provence.  Il  lui  abandonne  les  terres  de Marignane et de Gignac.
En 1442, alors que le roi René est assiégé dans Naples par le roi d'Aragon Alphonse V, Jean Cossa prend le commandement du "Castel Capuano", situé à Naples, afin de résister aux forces aragonaises. Le roi René ne voulant pas exposer Jean Cossa et ses proches, lui envoie un émissaire pour l’autoriser à livrer la citadelle de Naples contre dix mille pièces d’or. La même année, Jean Cossa, devient lieutenant général de Provence ainsi que sénéchal du roi René et Grand sénéchal de Provence. Le roi René lui donnera le château de Grimaud qu'il agrandira et embellira.
En 1447, revenu en France, il assiste à l’assemblée réunie à Lyon pour faire cesser le schisme entre les deux papes et établir la pacification au sein de l'Église. L'année suivante, il est envoyé comme émissaire-ambassadeur à Rome pour négocier l'entente religieuse.
En 1448, il devient chevalier de l'Ordre du Croissant. 
En 1453, avec le marquis de Montferrat, il est membre d'une ambassade auprès des Vénitiens. En 1459, il débarque à la tête d'une troupe, avec Jean de Calabre, fils du roi René, au royaume de Sicile. Il est nommé grand sénéchal de Sicile. En 1466, Jean Cossa accueille les ambassadeurs envoyés par les Catalans vers le roi René, pour lui offrir la couronne d'Aragon. En 1470, le roi René le  nomme  chambellan, et grand sénéchal et lieutenant de Provence. 
Jean Cossa meurt le 3 octobre 1476 à Tarascon, plus exactement « la soixante-seizième année, le sixième mois et le sixième jour de son âge, l'an de notre salut 1476, le 5 des nones d'octobre », d'après l'inscription funéraire au-dessus de son tombeau. Ayant eu une dévotion particulière à sainte Marthe, il décida de se faire inhumer à l'entrée de la crypte en la collégiale royale Sainte-Marthe de Tarascon. Son tombeau a été réalisé par le sculpteur italien Francesco Laurana.

## Galerie

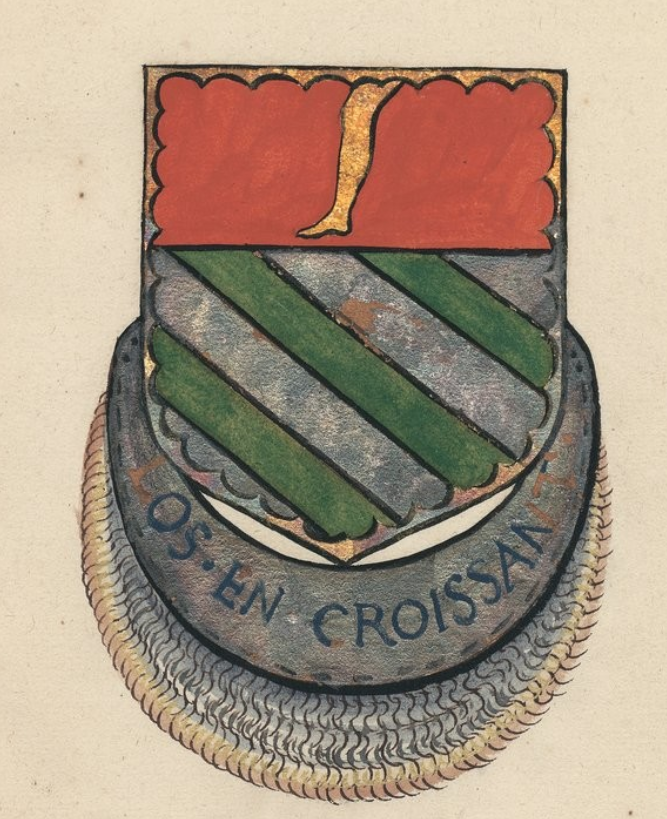
Armoiries de Jean Cossa
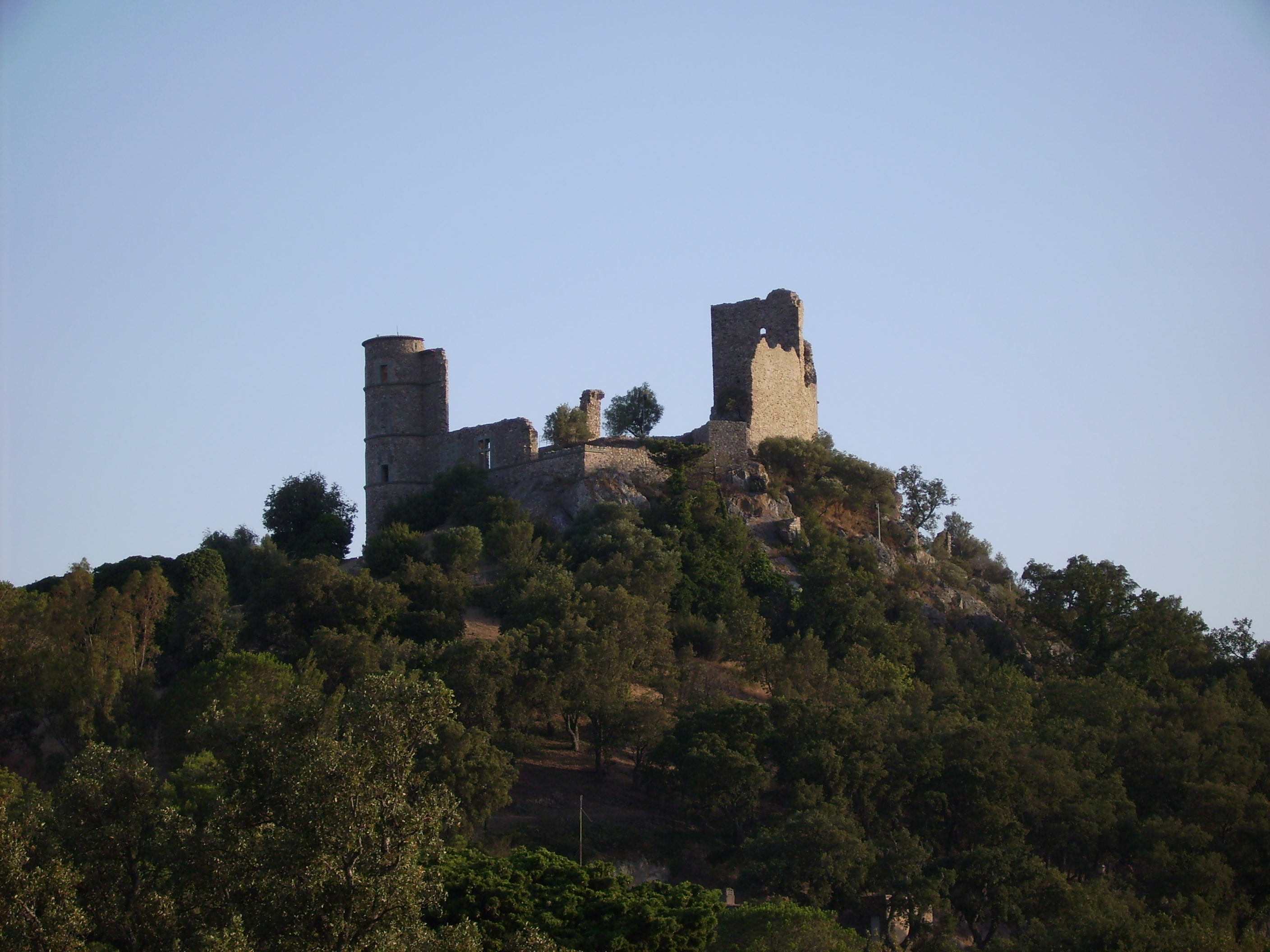
Château de Grimaud, propriété de Jean Cossa au XVesiècle
Château de Grimaud, propriété de Jean Cossa au XVesiècle
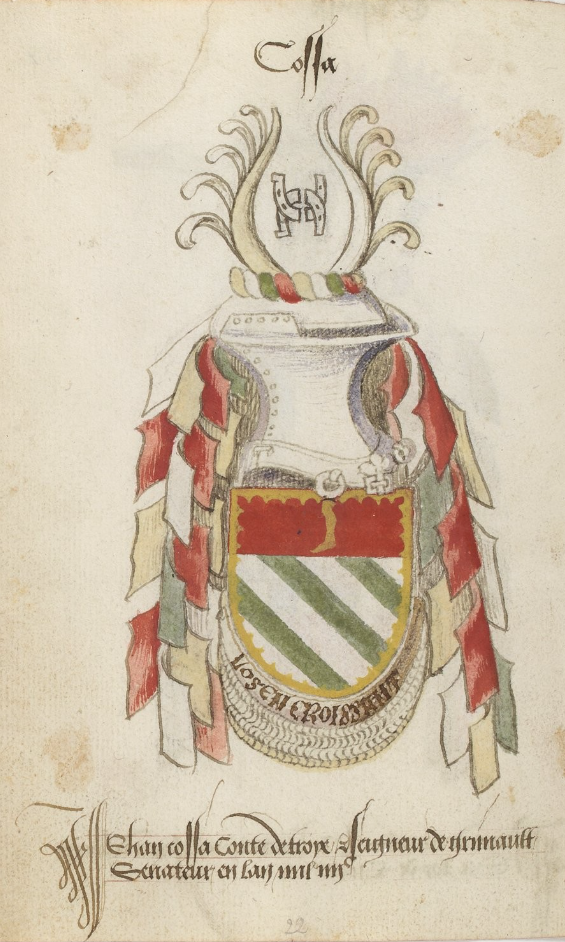
Armoiries de Jean Cossa (Statuts de l'Ordre du Croissant)
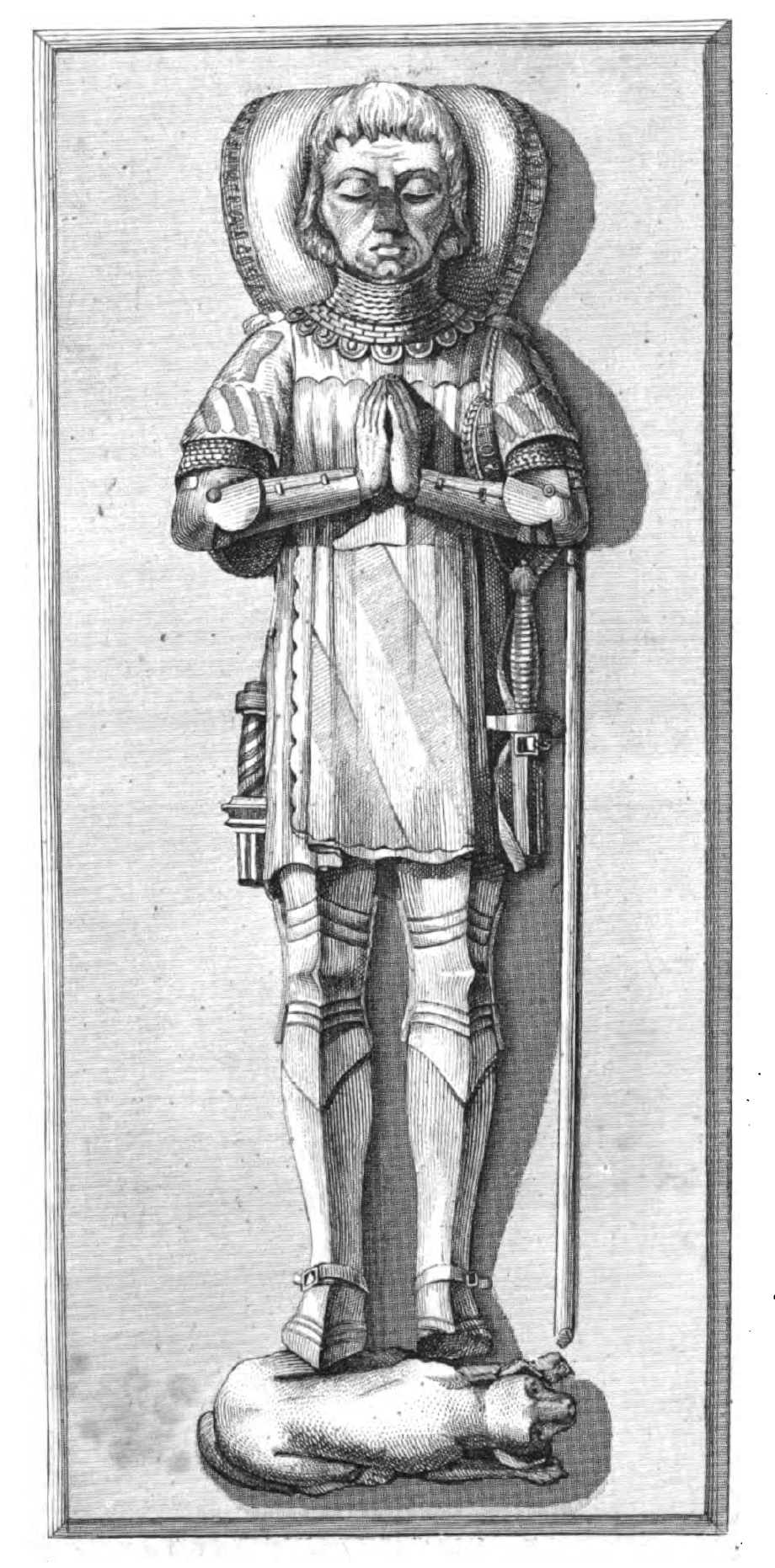
Gisant du tombeau de Jean de Cossa en la crypte de la collégiale royale Sainte-Marthe